# Tinospora hainanensis
Tinospora hainanensis är en tvåhjärtbladig växtart som beskrevs av Hsien Shui Lo och Z.X. Li. Tinospora hainanensis ingår i släktet Tinospora och familjen Menispermaceae. Inga underarter finns listade i Catalogue of Life.